# Cylindera discovelutinosa
Cylindera discovelutinosa is een keversoort uit de familie van de loopkevers (Carabidae). De wetenschappelijke naam van de soort is voor het eerst geldig gepubliceerd in 1931 door W.Horn.